# Миннелли, Лайза
Ла́йза Мэй Минне́лли (англ. Liza May Minnelli; [ˈlaɪzə ˈmeɪ mɪˈnɛlɪ]; род. 12 марта 1946, Голливуд, США) — американская актриса театра, кино, телевидения, мюзиклов и озвучивания, певица, танцовщица и хореограф. Лауреат премий «Оскар» и «Грэмми», двух «Тони», двух «Золотых глобусов» и премии BAFTA. Дочь актрисы Джуди Гарленд и её второго мужа, режиссёра Винсента Миннелли. Её жизнь была описана в документальном фильме 2024 года «Лайза Миннелли: Невероятная, но правдивая история».

## Биография
Лайза Миннелли принадлежит к знаменитому артистическому семейству. Её мать — знаменитая актриса и певица Джуди Гарленд, тётки по материнской стороне выступали в группе «The Gumm Sisters», а отец, Винсент Миннелли, был известным режиссёром итальянского происхождения. Первый раз на экранах Лайза Миннелли появилась в трёхлетнем возрасте в финальной сцене фильма 1949 года «Старым добрым летом», в главных ролях в котором снимались её мать и Ван Джонсон.
В 1951 году Гарленд развелась с мужем, и маленькая Лайза стала постоянно переезжать с матерью с места на место. Вскоре, после нового брака её матери, у неё появились брат Джо и сестра Лорна. Из-за постоянных депрессий и проблем с наркотиками у матери дочери приходилось постоянно ухаживать за своими малолетними братом и сестрой.
Но, несмотря на всё это, профессия матери непосредственно повлияла на судьбу Лайзы Миннелли. С ранних лет она стала появляться то на театральной сцене, то на телевидении, а в 17 лет она уже пела вместе с матерью. Хотя у них были довольно тёплые отношения, во время выступления в «Лондонском Паллаудиуме» Гарленд признала талант дочери, увидев даже в ней некую конкуренцию. Позже Миннелли вспоминала: «Я выступала на сцене с матерью, но вдруг поняла, что она не мама… она Джуди Гарленд».

### Карьера в театре
В 1963 году Лайза Миннелли начала выступления на нью-йоркской театральной сцене. Впервые она появилась в мюзикле «Best Foot Forward», за который она получила хорошие отзывы и свою первую награду — «The Theatre World Award». В 1965 году в 19 лет она выступила на Бродвее в мюзикле Джона Кандера и Фреда Эбба «Флора — красная угроза» (англ. Flora the Red Menace), роль в которой была отмечена премией «Тони».
Вторая совместная работа с этими авторами, мюзикл «Кабаре», была принята очень успешно. Шоу получило 8 из 11 номинаций на премию «Тони». В начале 1970-х годов на волне коммерческой популярности Салли Боулз, Кандер и Эбб создают для Минелли телевизионное шоу «Лайза через букву З» (англ. Liza with a Z), на основе которого она даёт сольные концертные выступления на Бродвее. Следующей большой работой актрисы на сцене стал мюзикл «Каток» (англ. The Rink, 1984 год), в котором она выступила в дуэте с Читой Ривера. В 1989 году получила премию «Грэмми Легенд» (первые премии «Грэмми Легенд» были вручены Миннелли, Эндрю Ллойду Уэбберу, Смоки Робинсону и Вилли Нельсону в 1990 году). С этой наградой она стала одним из 16 человек — в списке, который включает композитора Ричарда Роджерса, Вупи Голдберг, Барбру Стрейзанд, Джона Гилгуда и других, — которые получили премию «Эмми», «Грэмми», «Тони» и «Оскар».

### Карьера в кино

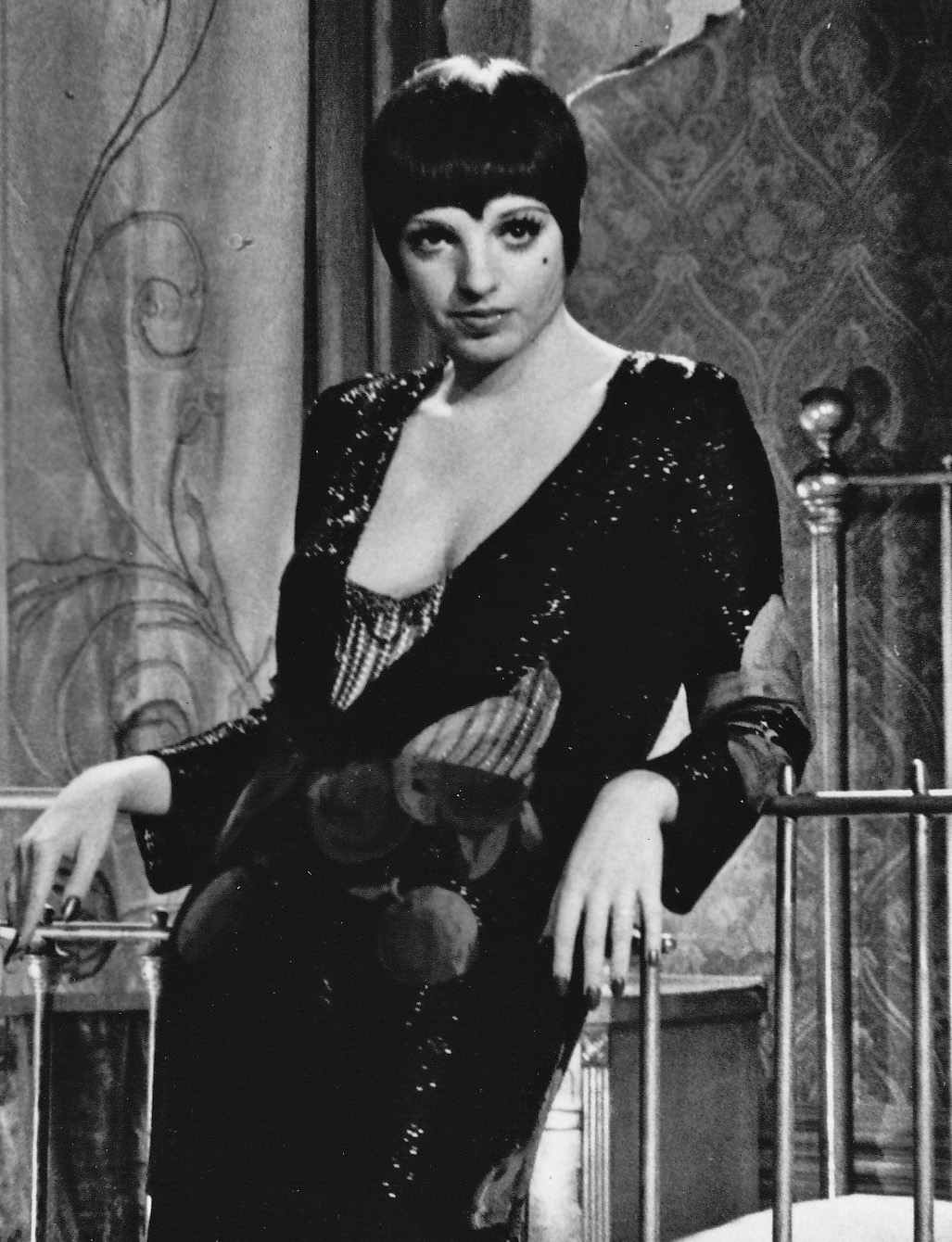
Лайза Минелли в роли Салли Боулз в фильме «Кабаре» (1972)

Первой значительной ролью в кино стала её Элиза в фильме «Чарли Бабблз» с Альбертом Финни. Двумя годами позже в фильме Алана Дж. Пакулы «Бесплодная кукушка» она сыграла эксцентричную девушку-подростка, за роль которой она была выдвинута на «Оскар».
В 1972 году Миннелли сыграла свою самую знаменитую роль — певицы Салли Боулз в киноверсии мюзикла «Кабаре» (в звёздном партнёрстве с Майклом Йорком, Джоэлом Греем и Марисой Беренсон). Этот фильм принёс Лайзе Миннелли статуэтку «Оскара» в номинации «Лучшая актриса» и Золотой глобус. Но всё же после такого триумфа последовало несколько малоуспешных фильмов и телевизионных шоу. В 1976 году Миннелли снялась в картине своего отца, Винсента Миннелли, «Дело времени», где её коллегой стала Ингрид Бергман. После того, как фильм отсняли, он был значительно отредактирован и урезан, в связи с чем он не имел коммерческого успеха и не был по достоинству оценён критиками. Спустя год вышел ещё один фильм с участием Лайзы Миннелли, «Нью-Йорк, Нью-Йорк», благодаря которому её музыкальный репертуар пополнился новыми песнями, включая «New York, New York», ставшую одной из наиболее известных её композиций.
В 1980-е годы Миннелли стала реже появляться в кино. Наиболее запоминающейся в то время стала её роль Линды Мароллы в фильмах «Артур» (1981) и «Артур 2: На мели» (1988). В 1997 году Лайза Миннелли вернулась на Бродвей в главной роли в мюзикле «Виктор/Виктория». В 2010 году актрисa сыграла камео в фильме «Секс в большом городе 2», за что в итоге получила номинацию на «Золотую малину» как худшая актриса второго плана.

### Личная жизнь
Лайза Миннелли четыре раза была замужем и все четыре брака закончились разводами. Её мужьями были:
- Питер Аллен (3 марта 1967 — 24 июля 1974). Протеже Джуди Гарленд в 1960-е годы, певец, автор песен.
- Джек Хэйли Мл. (15 сентября 1974 — 22 апреля 1979). Продюсер и режиссёр. Его отец, Джек Хейли, вместе с Джуди Гарленд снимался в «Волшебник страны Оз».
- Марк Гиро (4 декабря 1979 — 15 января 1992). Скульптор и режиссёр.
- Дэвид Гест (16 марта 2002 — 25 июля 2003). Телевизионный продюсер и концертный промоутер.

Широко известная борьба самой Лайзы Миннелли с приёмом наркотиков неизменно привела к её сравнению с матерью. Миннелли много времени проводила в реабилитационных центрах. Один из курсов лечения она прошла перед своим замужеством с Дэвидом Гестом, а другой после их скандального развода.
У Миннелли нет детей, несмотря на многочисленные попытки; во время одной беременности она предприняла попытку сохранить ребёнка с помощью медицинских мер, что в итоге спровоцировало у неё грыжу пищеводного отверстия диафрагмы.
Летом 2024 года Миннелли объявила, что выпустит мемуары. Релиз назначили на весну 2026 года.

## Фильмография
| Год       |    | Русское название                      | Оригинальное название                | Роль                  |
| --------- | -- | ------------------------------------- | ------------------------------------ | --------------------- |
| 1949      | ф  | Старым добрым летом                   | In the Good Old Summertime           | ребёнок               |
| 1967      | ф  | Чарли Бабблз                          | Charlie Bubbles                      | Элиза                 |
| 1970      | ф  | Бесплодная кукушка                    | The Sterile Cuckoo                   | Пуки (Мэри Энн) Адамс |
| 1970      | ф  | Скажи, что ты любишь меня, Джуни Мун  | Tell Me That You Love Me, Junie Moon | Джуни Мун             |
| 1972      | ф  | Кабаре                                | Cabaret                              | Салли Боулз           |
| 1975      | ф  | Леди Удача                            | Lucky Lady                           | Клэр                  |
| 1976      | ф  | Дело времени                          | A Matter of Time                     | Нина                  |
| 1976      | ф  | Немое кино                            | Silent Movie                         | камео                 |
| 1977      | ф  | Нью-Йорк, Нью-Йорк                    | New York, New York                   | Франсин Эванс         |
| 1981      | ф  | Артур                                 | Arthur                               | Линда Маролла         |
| 1985      | тф | Время жить                            | A Time to Live                       | Мэри-Лу Вайсман       |
| 1988      | ф  | Полицейский по найму                  | Rent-a-Cop                           | Делла Робертс         |
| 1988      | ф  | Артур 2: На мели                      | Arthur 2: On the Rocks               | Линда Маролла Бах     |
| 1991      | ф  | Сценический дебют                     | Stepping Out                         | Мэвис Тёрнер          |
| 1994      | тф | Параллельные жизни                    | Parallel Lives                       | Стиви Меррилл         |
| 1995      | тф | Вестсайдский вальс                    | The West Side Waltz                  | Кара Варнум           |
| 2003—2013 | с  | Замедленное развитие                  | Arrested Development                 | Люсилль Аустеро       |
| 2006      | ф  | Оргазм в Огайо                        | The Oh in Ohio                       | Алисса Донахью        |
| 2006      | с  | Закон и порядок: Преступное намерение | Law & Order: Criminal Intent         | Бет Харнер            |
| 2009      | с  | До смерти красива                     | Drop Dead Diva                       | Лили Уэллс            |
| 2010      | ф  | Секс в большом городе 2               | Sex and the City 2                   | камео                 |
| 2011      | ф  | Маппеты                               | The Muppets                          | камео                 |
| 2013      | ф  | Смэш                                  | Smash                                | камео                 |

## Премии
- Давид ди Донателло 1970 — «Лучшая иностранная актриса» («Бесплодная кукушка»)
- Давид ди Донателло 1973 — «Лучшая иностранная актриса» («Кабаре»)
- Оскар 1973 — «Лучшая актриса» («Кабаре»)
- BAFTA 1973 — «Лучшая актриса» («Кабаре»)
- Золотой глобус 1973 — «Лучшая иностранная актриса» («Кабаре»)
- Золотой глобус 1986 — «Лучшая актриса в мини-сериале или телефильме» («Время жить»)
- Золотая малина 1989 — «Худшая актриса» («Артур 2: На мели» и «Полицейский по найму»)

### на английском языке
- Freedland, Michael (2003). Liza, with a 'Z': The Traumas and Triumphs of Liza Minnelli. Pavilion Books, 270 pages, ill. ISBN 978-1-8610-5681-8
- Leigh, Wendy (1993). Liza: Born a Star. Dutton, 304 pages. ISBN 978-0-5259-3515-5
- Mair, George (1996). Under the Rainbow: The Real Liza Minnelli. Carol Publishing, 248 pages, ill. ISBN 978-1-5597-2312-1
- Monush, Barry (2003). The Encyclopedia of Hollywood Film Actors: From the Silent Era to 1965, Volume 1. Applause Theatre & Cinema Books, 832 pages. ISBN 978-1-5578-3551-2
- Ragan, David (1976). Who’s Who in Hollywood, 1900—1976. New Rochelle, New York: Arlington House, 864 pages. ISBN 978-0-8700-0349-3
- Schechter, Scott (2004). The Liza Minnelli Scrapbook. Kensington Books/Citadel Press, 227 pages. ISBN 978-0-8065-2611-9
- Spada, James (1983). Judy and Liza. Doubleday & Co., 232 pages. ISBN 978-0-2839-8993-3